# Шверц
Шверц (нем. Schwerz) — община в Германии, в земле Саксония-Анхальт. 
Входит в состав района Заале. Подчиняется управлению Эстлихер Залькрайс.  Население составляет 541 человек (на 31 декабря 2006 года). Занимает площадь 9,55 км².
Община подразделяется на 2 сельских округа.